# Estive
Ne doit pas être confondu avec Alpage.
 (juin 2022).

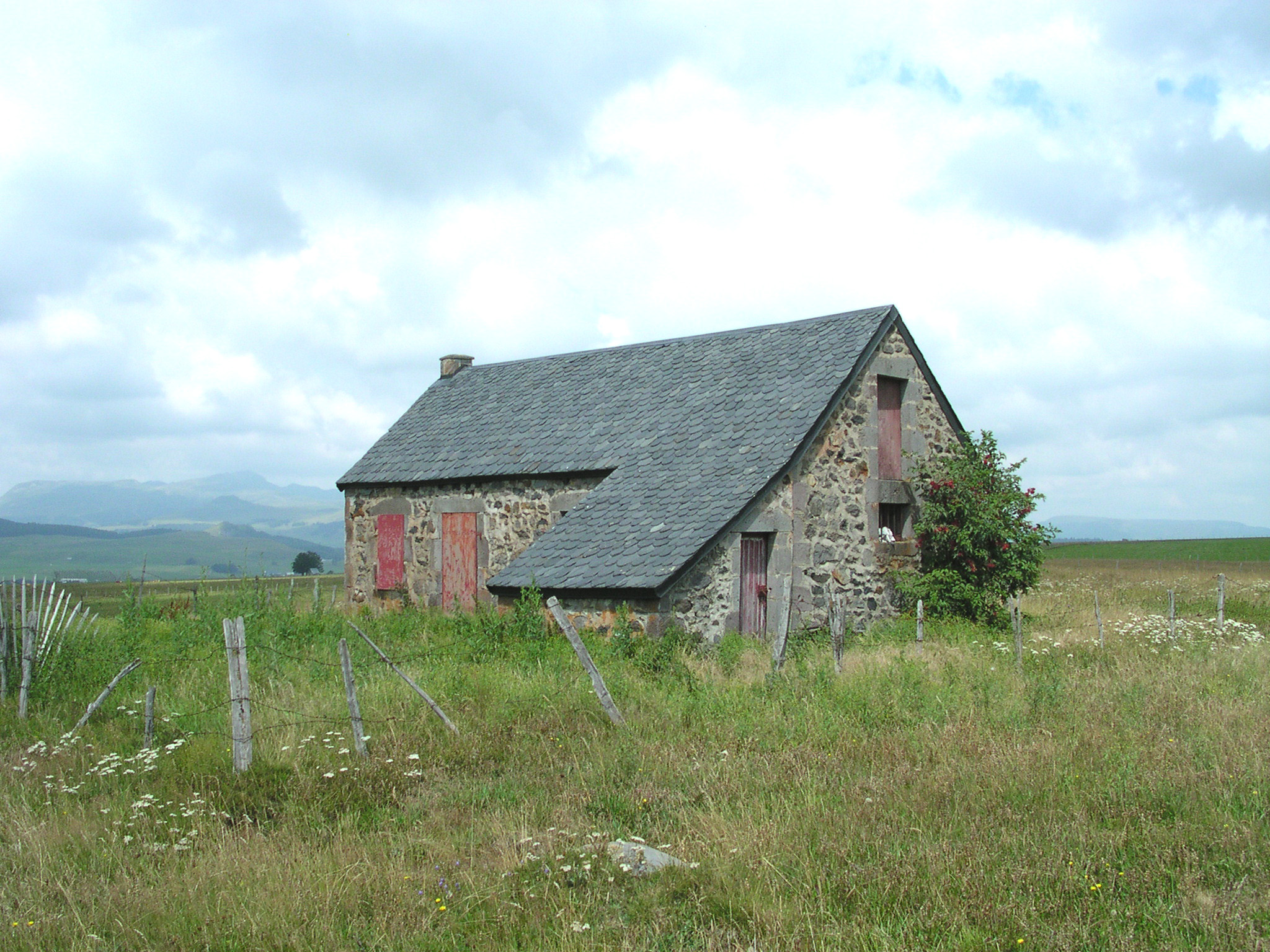
Ancien buron (logement des vachers et fromagerie dans les estives des plateaux du Massif central) près de Besse-et-Saint-Anastaise, Puy-de-Dôme, France.

L’estive est la période de l’année où les troupeaux paissent sur les pâturages de montagne. Par métonymie, c'est aussi le pâturage de montagne et la garde du troupeau en montagne. L'estivage consiste à mener le troupeau à l'estive.

## Définitions

### La période de l'année
Dans le monde pastoral français, l’estive est la période de l’année où les troupeaux paissent sur les pâturages de montagne. Cette période correspond à la repousse des herbages d’altitude et au moment où les troupeaux sont chassés des espaces de basse altitude pour laisser place à d’autres types de culture (en Provence, en particulier, le foin). L’estive culmine au mois d’août, lorsque les troupeaux accèdent aux altitudes les plus élevées. Elle prend fin lorsque les pâturages de montagne ont été exploités et que le froid renvoie les troupeaux dans la vallée et la plaine.

### Le pâturage de montagne

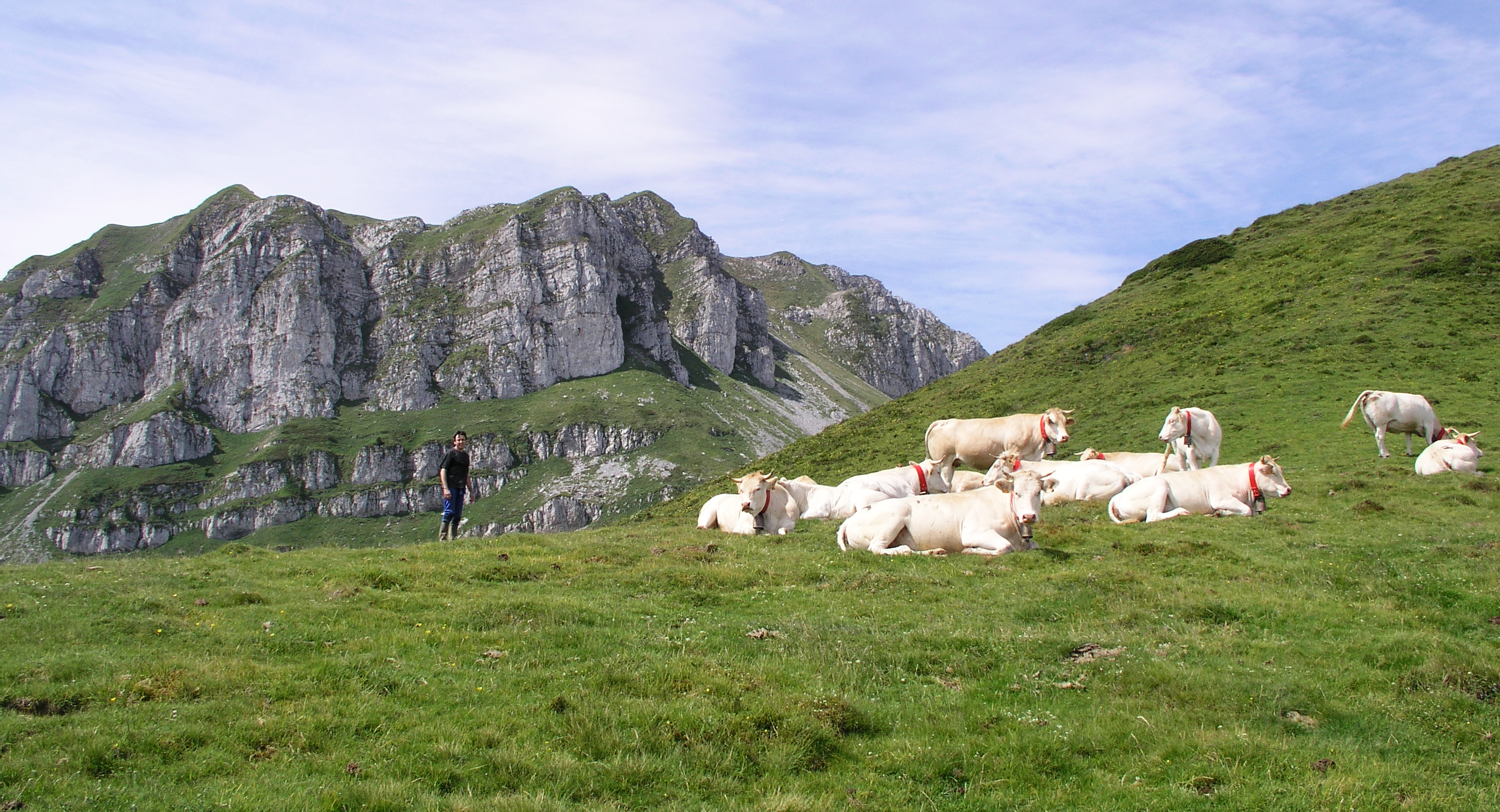
Vaches à l'estive sur le plateau de Lescaumère, Bielle, France.

Par extension, le parler vernaculaire donne au terme estive les sens de pâturage ou quartier de montagne et de pratiques liées à la garde du troupeau en montagne. Les troupeaux venus de la plaine sont menés à l’estive (sur la montagne où ils seront gardés durant la période estivale) au moyen de la transhumance ascendante à pied ou, plus souvent, par bétaillères. Ils quittent l’estive par le même moyen (dit alors transhumance descendante) pour retrouver les parcours de plaine et les prairies de basse altitude.
Utilisées par les bergers à l'issue des transhumances, les estives se situent au-dessus de l'habitat permanent. Elles ne sont exploitées que pendant la période estivale, lorsque le climat y est moins rude.

## L'estivage
La pratique qui consiste à mener le troupeau à l'estive a pour nom estivage. L'estivage, comme la transhumance, est lié à un mode d’élevage extensif : les troupeaux paissent sur de larges étendues et ne sont gardés en stabulation que de façon marginale. Ce mode d'élevage est aussi nommé « pastoralisme ».

### Géographie

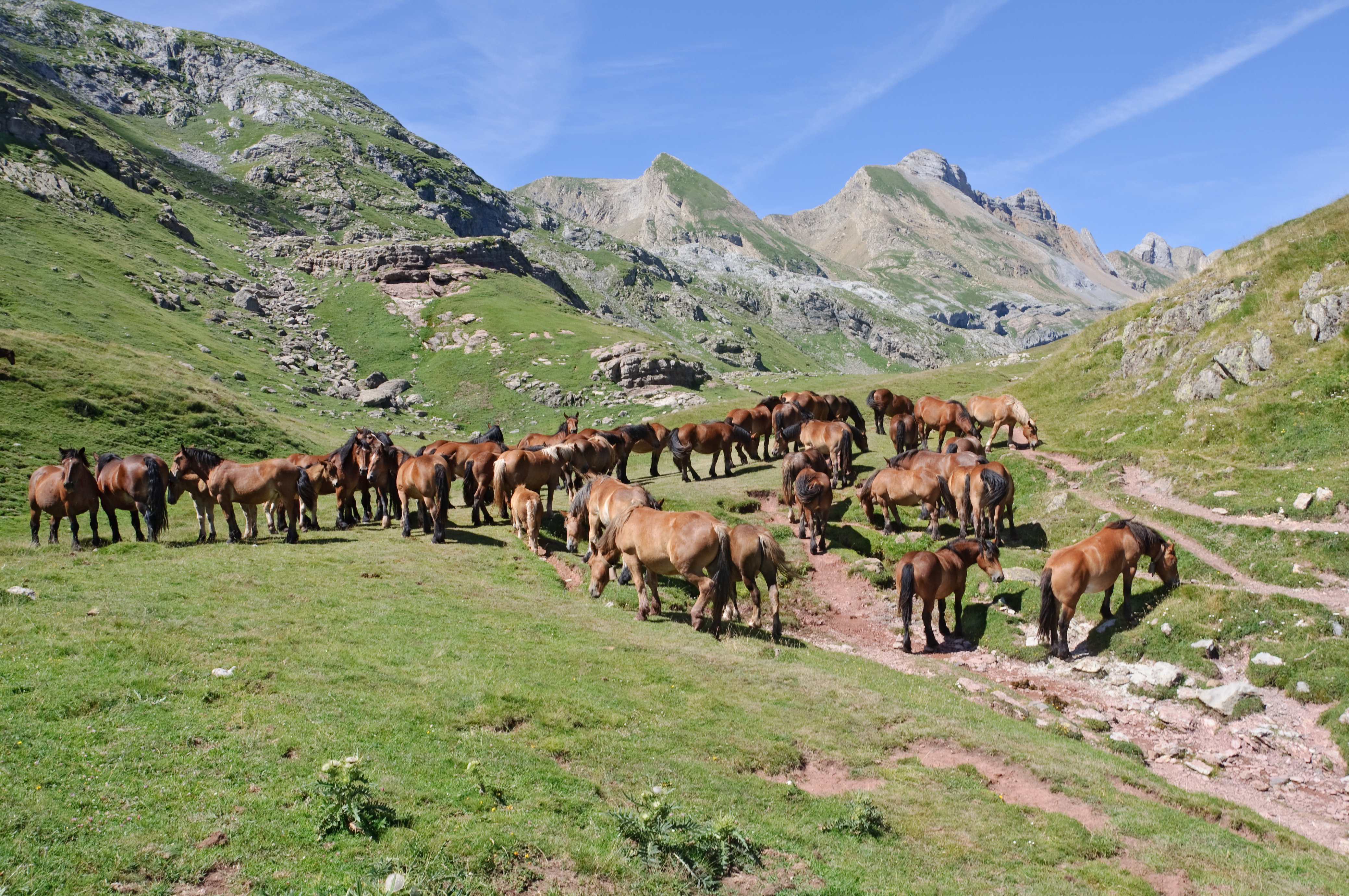
Chevaux à l'estive dans les Pyrénées, près du lac d'Estaens, Espagne.

Le terme estive prend des acceptions diverses et variables suivant les régions. Le terme est fréquemment utilisé dans les massifs montagneux des Pyrénées et du Massif central (ce dernier emploie également le terme de montagne).
Dans les Pyrénées, les estives sont des pâturages d'altitude. Elles sont constituées de prairies naturelles permanentes. On parle d'estive lorsque la surface du pâturage est d'un seul tenant et supérieure à 10 ha.
Dans les Alpes, ainsi qu'en Provence, on parle d'« alpe », d'« alpage » ou de « montagne », termes d'où dérive le nom même de cette région ; l'alpage y a les mêmes fonctions que l'estive dans les Pyrénées et dans le Massif central.
Dans les Vosges, le nom générique des pâturages d'altitude ou montagnes est la chaume ou la haute chaume. Les éleveurs de bovins et de porcs vosgiens étaient appelés, selon les époques et les traditions locales, les montignons, les chaumiers, les chaumistes ou les marcaires. Au contraire de la montagne, réunion de prairies d'altitude parcellarisées et délimitées au-dessus des forêts, la chaume et la marcairerie désignaient aussi l'habitation ou l'abri sommaire construit sur la hauteur.
La transhumance s'effectuait communément et s'effectue parfois encore entre la saint Georges (23 avril) ou la saint Bernard (en particulier en Vallée d'Aoste, le 15 juin) et la saint Michel (29 septembre).
L'« estivage dans un fäbod et seter : connaissances, traditions et pratiques liées au pâturage des terres reculées et à la production alimentaire artisanale » est inscrit sur la liste représentative du patrimoine culturel immatériel de l'humanité par l'UNESCO en 2024 au bénéfice de la Norvège et de la Suède.

### Installations
La pratique de l'estivage implique la construction d'installations servant au logement (cabane des bergers, gîte non couvert des animaux – brebis, chèvres, vaches) et à l'exploitation (traite des animaux, fabrication et conservation des fromages).
C'était le cas, autrefois, des cortals du Roussillon et des cabanes des orris du haut Vicdessos, des burons ou mazuts du Cantal, des jasseries des monts du Forez et du Pilat, et des mayens et des balmes du Valais et de la Vallée d'Aoste.

### Production fromagère
Les vaches peuvent être traites en estive et leur lait est alors souvent utilisé dans la fabrication de fromages : fourmes de cantal, laguiole et salers dans le Massif central, fourme également dans le Forez, tomme dans les Pyrénées et dans la vallée du Lys, munster-géromé blanc ou autrefois vacherin dans les Vosges, comté par les fruitières du Jura. Parmi les fromages d'alpage les plus connus, on trouve le beaufort, l'abondance, le gruyère français, gruyère suisse, l'emmental et la fontine.